# Buhran
Buhran es una localidad de Arabia Saudí. Durante la época del profeta islámico Mahoma tuvo lugar aquí la incursión de Nakhla.